# Train Drive ATS
Train Drive ATS는 다카히로 이토가 개발한 iOS 전용 철도 운전 시뮬레이션 게임이다. 1 버전, 2 버전, 3 버전이 있으며 각각 2012년 11월 12일, 2014년 11월 5일에 발매되었다.

## 버전
유료 버전과 무료 버전(Light)이 있다.